# Alberto López López
Alberto López López (Sevilla, 18 de enero de 1976) es un actor español. Forma el dúo humorístico Los Compadres junto con Alfonso Sánchez Fernández.

## Biografía
Estudió en la Escuela de Arte Dramático de Sevilla. Comenzó su carrera como actor, en 1997 en el espectáculo de piratas del parque Isla Mágica. Posteriormente formó parte de la compañía Tarasca con la que estrenó la obra B612. También participó en la compañía Varuma Teatro, con la que ganó el Giraldillo de la Bienal de Flamenco de Sevilla, en 2006, con el espectáculo Malgama.
En 2002, trabajó en la miniserie Padre coraje con Benito Zambrano y en la teleserie andaluza Padre Medina.
En 2008 protagonizó 4.000 euros, una película de cine experimental dirigida por Richard Jordan. Por ese papel obtuvo la nominación en el Tenerife International Film Festival. También participó en las películas A puerta fría y Grupo 7, de Alberto Rodríguez.
En 2009, junto al director y actor Alfonso Sánchez, protagonizó el cortometraje Esto ya no es lo que era. Ante el éxito del mismo en internet rodaron también Eso es así y Aquello era otra cosa que forman la denominada Una trilogía sevillana, cortos que tuvieron gran audiencia en internet, donde fueron vistos por más de 10.000.000 de espectadores. A partir del éxito de esa trilogía, protagonizó en 2012 también junto a Alfonso Sánchez el largometraje El mundo es nuestro, en el que interpretan los personajes creados en Esto ya no es lo que era.
En 2013 colaboró en el programa televisivo de José Mota en televisión y participó en Zipi y Zape y el club de la canica y Ocho apellidos vascos.
Entre 2014 y 2015, terminó de saltar al reconocimiento del público con sus participaciones en las exitosas Ocho apellidos vascos y Ocho apellidos catalanes. También ha participado en la serie Allí abajo.
En 2015 López y Sánchez intervinieron en la gala de entrega de los Premios Goya.

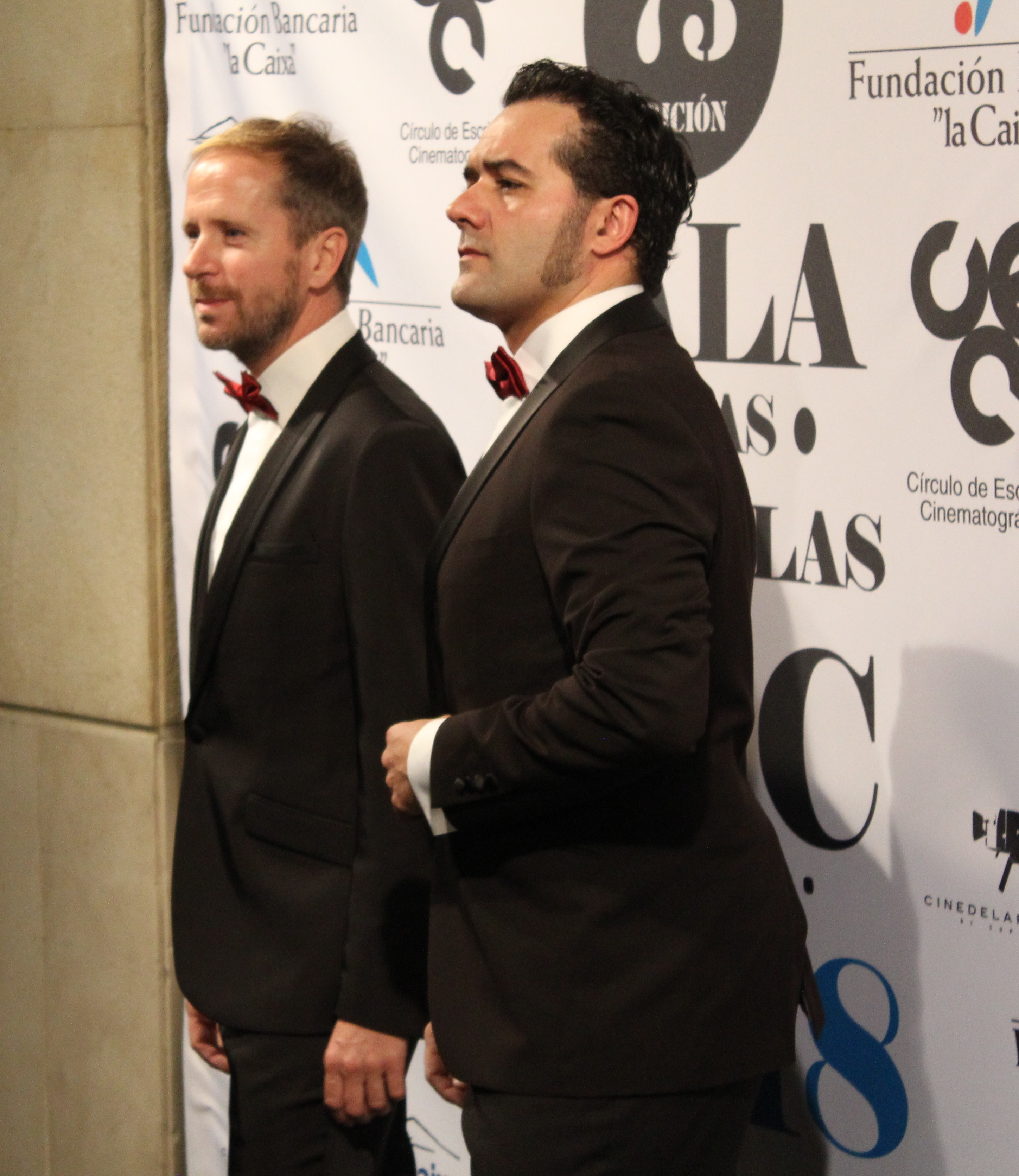
Alberto López con Alfonso Sánchez, «Los Compadres», en la ceremonia de la 73 edición de las Medallas del Círculo de Escritores Cinematográficos.

Aparece en el videoclip del grupo musical "no me pises que llevo chanclas", canción "Bolillon" por el año 1989 o 1990.

## Filmografía

### Largometrajes
| Año  | Título                             | Personaje            | Dirección                     |
| ---- | ---------------------------------- | -------------------- | ----------------------------- |
| 2008 | 4.000 euros                        | Rafa                 | Richard Jordan                |
| 2012 | Grupo 7                            | Yonki Pelirrojo      | Alberto Rodríguez             |
| 2012 | A puerta fría                      | Vendedor 1           | Xavi Puebla                   |
| 2012 | El mundo es nuestro                | El Culebra           | Alfonso Sánchez               |
| 2013 | Zipi y Zape y el club de la canica | PeloCohete           | Oskar Santos                  |
| 2013 | La rueda                           | Rafa                 | Álvaro de Armiñán             |
| 2014 | Ocho apellidos vascos              | Joaquín              | Emilio Martínez Lázaro        |
| 2014 | Marsella                           | Rafa hermano de Sara | Belén Macías                  |
| 2015 | Ocho apellidos catalanes           | Joaquín              | Emilio Martínez Lázaro        |
| 2016 | Toro                               | Nandi                | Kike Maíllo                   |
| 2018 | El mundo es suyo                   | Fali                 | Alfonso Sánchez               |
| 2018 | Contigo no, bicho                  | Fernando             | Álvaro Alonso, Miguel Jiménez |
| 2020 | Para toda la muerte                | José Vicente         | Alfonso Sánchez               |
| 2021 | Operación Camarón                  | Antoñito             | Carlos Therón                 |
| 2022 | El mundo es vuestro                | Fali                 | Alfonso Sánchez               |

### Cortometrajes
| Año  | Título                      | Personaje | Dirección       |
| ---- | --------------------------- | --------- | --------------- |
| 2008 | Esto ya no es lo que era    | Culebra   | Alfonso Sánchez |
| 2009 | Eso es así                  | Fali      | Alfonso Sánchez |
| 2009 | Aquello era otra cosa       | Roque     | Alfonso Sánchez |
| 2009 | El camino está en el surf   | Juan Raúl | Alfonso Sánchez |
| 2009 | ¡¡¡¿300.000 BOTELLINES?!!!  | Culebra   | Alfonso Sánchez |
| 2009 | El verano de los compadres  | Fali      | Alfonso Sánchez |
| 2009 | Así si...                   | Fali      | Carlos Crespo   |
| 2010 | Las cosas en su sitio       | Fali      | Alfonso Sánchez |
| 2011 | Estamos Aviaos              | Fali      | Alfonso Sánchez |
| 2012 | No Ni Na                    | Fali      | Alfonso Sánchez |
| 2012 | Siempre nos quedará Córdoba | Fali      | Alfonso Sánchez |
| 2016 | Eso sigue siendo así        | Fali      | Alfonso Sánchez |

### Televisión
| Año       | Título                           | Personaje                     | Canal     |
| --------- | -------------------------------- | ----------------------------- | --------- |
| 1996      | La casa de los líos              | Marcelo                       | Antena 3  |
| 2000      | Vaya Punto.com                   |                               |           |
| 2002      | Padre coraje                     | Colega de El Rubio            | Antena 3  |
| 2008-2009 | 18, la serie                     |                               | Antena 3  |
| 2009-2010 | Padre Medina                     | Juande                        | Canalsur  |
| 2012      | La respuesta está en la historia | Johnny                        | Canalsur  |
| 2013      | Luna, el misterio de Calenda     | Medina                        | Antena 3  |
| 2013      | I+B. Ir más a los bares          | Manolo                        | FDF       |
| 2014      | El Príncipe                      | Traficante de explosivos      | Telecinco |
| 2015-2018 | Allí abajo                       | Rafael "Rafi" Almonte Morales | Antena 3  |
| 2022      | Entre compadres                  | Fali                          | CanalSur  |
| 2022      | Mariachis                        | Doctor Parto                  | HBO Max   |